# Mercedes-Benz O325
Mercedes-Benz O325 (ранее Otomarsan Mercedes-Benz O302T) — модель большого городского автобуса, производившегося с 1988 года в Турции на местном филиале Mercedes-Benz Türk A.Ş. Одним из основных покупателей стала Москва, которая в 1994—1996 годах получила 421 (по другим данным — 428) подобную машину.
Также, на протяжении 1992—1996 годов 155 машин было поставлено в Башкирию, 150 машин — в Татарстан, 40 машин — в Ставрополь, по 10 машин — в Ростов-на-Дону и Красноярск. Всего в Россию было ввезено 810 автобусов этой модели. Ряд автобусов был поставлен в пригородной, 2-дверной модификации.

Этими автобусами Турция расплачивалась с Россией за поставки газа, а Правительство России погашало задолженность федерального бюджета перед «Мосгортрансом», которая существовала с 1992 года.

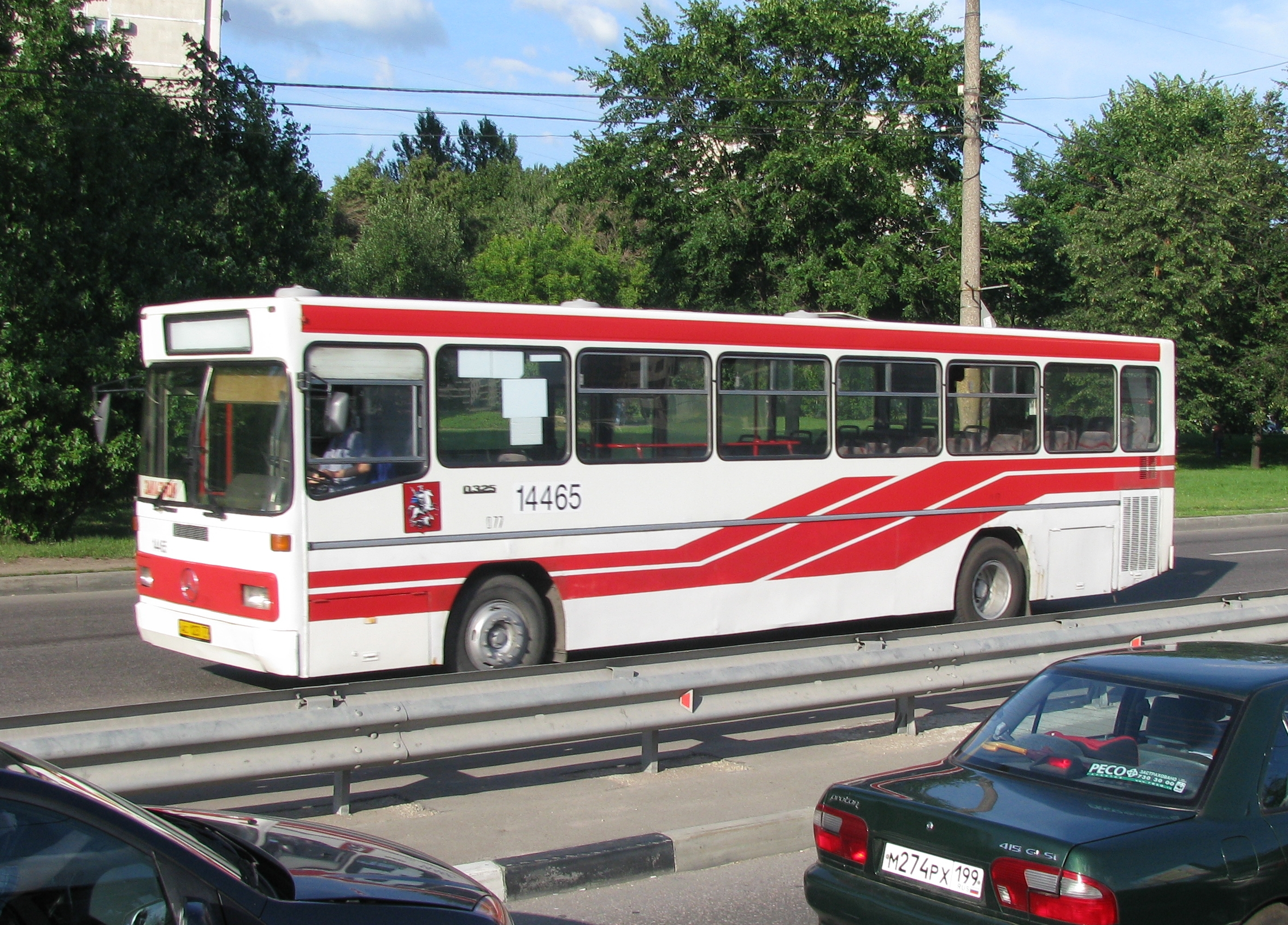
Mercedes-Benz O325 с планетарными дверями в поздней окраске (Москва, 2009)

Последний линейный Mercedes-Benz O325 в «Мосгортрансе» принадлежал 14-му парку (№ 14230) и был списан в феврале 2011 года. Оставшиеся в эксплуатации экземпляры принадлежали техколоннам парков, и к 2019 году все (кроме одного) были списаны. Ещё одна машина была передана в 2013 году в музей.
Также, как минимум 36 таких автобусов были поставлены в 1994 году в Алма-Ату.
До 1994 года на автобусы Mercedes-Benz O325 ставили ширмовые двери, а переднее верхнее табло для трафаретов маршрутов было широким. Позднее на автобусы стали ставить планетарные двери, табло стало узким, также немного были изменены окна.

## Список городов, эксплуатировавших модель на маршрутах
| Город           | Страна             | Годы                     |
| --------------- | ------------------ | ------------------------ |
| Гагра           | Республика Абхазия | 2010—н. в.               |
| София           | Болгария           | 1992—2019                |
| Алма-Ата        | Казахстан          | 1994—н. в.               |
| Альметьевск     | Россия             | 1993—2017                |
| Архангельск     | Россия             | 2005—2008                |
| Белгород        | Россия             | 2007—2020                |
| Белорецк        | Россия             | 1995—2007                |
| Березники       | Россия             | 2009—2013                |
| Бугульма        | Россия             | 1993—2013                |
| Владимир        | Россия             | 2011—2017                |
| Волгоград       | Россия             | 2010 (с марта по август) |
| Волгодонск      | Россия             | 2010—н. в.               |
| Воронеж         | Россия             | 2007—2011                |
| Дзержинск       | Россия             | 2015—2021                |
| Иваново         | Россия             | 2006—2013                |
| Истра           | Россия             | 2017—2018                |
| Ишимбай         | Россия             | 1995—2010                |
| Калязин         | Россия             | 2006—2010                |
| Казань          | Россия             | 1992—2015                |
| Кинешма         | Россия             | 2006—2009                |
| Киров           | Россия             | 2007—2010                |
| Котлас          | Россия             | 2004—2010                |
| Краснодар       | Россия             | 2010—н. в.               |
| Красноярск      | Россия             | 1996—2013                |
| Липецк          | Россия             | 2005—2010                |
| Москва          | Россия             | 1994—2011                |
| Нефтекамск      | Россия             | 1995—2018                |
| Нижний Новгород | Россия             | 2015—н. в.               |
| Одинцово        | Россия             | 2010—2013                |
| Октябрьский     | Россия             | 1999—2008                |
| Пермь           | Россия             | 2006—2012                |
| Приволжск       | Россия             | 2006—2009                |
| Ростов-на-Дону  | Россия             | 1992—2014                |
| Саратов         | Россия             | 2005—2017                |
| Санкт-Петербург | Россия             | 1989—1991                |
| Ставрополь      | Россия             | 1994—2020                |
| Стерлитамак     | Россия             | 1994—2008                |
| Тамбов          | Россия             | 2005—2018                |
| Тольятти        | Россия             | 2009—2014                |
| Тюмень          | Россия             | 1996—2014                |
| Уфа             | Россия             | 1993—2015                |
| Фурманов        | Россия             | 2006—2009                |
| Чехов           | Россия             | 2010—2013                |
| Шатура          | Россия             | 2013—2015                |
| Шуя             | Россия             | 2006—2009                |

Также автобусы этой марки работали и на междугородних маршрутах, в основном в Башкирии.